# アルフレッド・マリオ・エスポシト・カストロ
アルフレッド・マリオ・エスポシト・カストロ（Alfredo Mario Espósito Castro、1927年5月20日 - 2010年1月1日）は、アルゼンチンのカトリックサラテ＝カンパーナ司教区の司教。イタリアのナポリ出身。
1976年に設立されたカトリックサラテ＝カンパーナ司教区の初代司教にパウロ6世より任ぜられ、1991年まで務めた。2010年1月1日、ブエノスアイレスにて83歳で亡くなった。